# Jan Vide
Jan Vide (Liubliana, 15 de enero de 2005) es un jugador de baloncesto esloveno. Con 1,97 metros de estatura juega en la posición de base en los UCLA Bruins de la NCAA.

## Trayectoria
Nacido en Liubliana, Vide es un jugador formado en las categorías inferiores del Helios Suns hasta 2019, ya que con apenas 14 años ingresó en la cantera del Real Madrid para jugar en el equipo cadete "B".
En la temporada 2022-23, Vide compagina el equipo júnior con el filial de Liga EBA, donde en esta última categoría el base madridista promedia 18,8 puntos y 3,7 asistencias (más 2,7 asistencias) para 19,9 de valoración. 
En abril de 2023, sería subcampeón de España con el equipo júnior del Real Madrid. 
El 21 de mayo de 2023, se proclama MVP del Torneo Junior de la Euroliga, promediando 21,2 puntos, 5,7 rebotes y 4 asistencias para 21,2 de valoración.
Días más tarde de conquistar el Euroleague Basketball Next Generation Tournament, se conoce su marcha a Estados Unidos para ingresar en la Universidad de California en Los Ángeles y formar parte de los UCLA Bruins de la NCAA.

### Selección nacional
Vide ha sido internacional con Eslovenia en categorías de formación. En 2021, estuvo en el European Challengers cadetes y en verano de 2022, disputó el Campeonato Mundial de Baloncesto Sub-17 de 2022 de Málaga, donde fue el máximo anotador del campeonato con 20,1 puntos, 5,7 rebotes y 3,6 asistencias de media.